# Beautiful Intentions
| Recensione           | Giudizio |
| -------------------- | -------- |
| AllMusic             |          |
| Entertainment Weekly | Negativo |

Beautiful Intentions è il terzo album della cantautrice britannica Melanie C, pubblicato l'11 aprile 2005 dall'etichetta discografica Red Girl.
L'album, dalle sonorità tra il pop e il rock, è stato il primo album della cantante ad essere pubblicato dalla Red Girl, l'etichetta indipendente creata dall'artista dopo aver abbandonato la Virgin poco prima dell'uscita di questo album.
Melanie C ha lavorato a quest'album dal giugno 2004 fino alla data di uscita, l'11 aprile 2005, solo una settimana dopo la pubblicazione del primo singolo dall'album intitolato Next Best Superstar. Il disco è stato pubblicato a livello internazionale in quella data ma è stato successivamente ristampato in alcuni paesi con l'aggiunta della canzone First Day of My Life, singolo realizzato successivamente alla pubblicazione della prima edizione dell'album e che ha goduto di grande successo commerciale in Europa.

## Singoli
Dall'album sono stati estratti tre singoli, a scopo promozionale. Il primo fu Next Best Superstar, pubblicato prima dell'album stesso. Il secondo singolo era intitolato Better Alone, mentre il terzo, First Day of My Life, è stato aggiunto all'album in alcuni paesi con una ristampa dello stesso.

## Tracce
1. Beautiful Intentions – 3:52 (Melanie Chisholm, Paul Boddy, Dele Ladimeji)
2. Next Best Superstar – 3:29 (Adam Argyle)
3. Better Alone – 4:35 (Melanie Chisholm, Peter-John Vettese)
4. Last Night on Earth – 3:28 (Melanie Chisholm, Phil Thornalley, Dave Munday)
5. You Will See – 3:29 (Melanie Chisholm, Carsten Kroeyer, Jacob Binzer, Ajelown Owais, Deborah Odedere)
6. Never Say Never – 3:11 (Melanie Chisholm, Carlie Grant, Peter Woodroffe)
7. Good Girls – 4:07 (Melanie Chisholm, Tore Johansson)
8. Don't Need This – 3:50 (Melanie Chisholm, Greg Hatwell, Marc Lane)
9. Little Piece of Me – 3:00 (Melanie Chisholm, Richard Buckton, Pete Woodroffe)
10. Here and Now – 4:29 (Melanie Chisholm, Mathew William Benbrook, Simmons)
11. Take Your Pleasure – 3:11 (Melanie Chisholm, Paul Boddy, Dele Ladimeji)
12. You'll Get Yours – 4:43 (Melanie Chisholm, Peter-John Vettese)

Durata totale: 45:24
Edizione giapponese
1. First Day of My Life – 4:04 (Enrique Iglesias, Guy Chambers)
2. Next Best Superstar (Culprit One Club Mix)
3. Better Alone (Pop Mix)
4. First Day of My Life (acoustic)

Riedizione 2006
1. First Day of My Life – 4:04 (Enrique Iglesias, Guy Chambers)
2. Beautiful Intentions – 3:52 (Melanie Chisholm, Paul Boddy, Dele Ladimeji)
3. Next Best Superstar – 3:29 (Adam Argyle)
4. Better Alone – 4:35 (Melanie Chisholm, Peter-John Vettese)
5. Last Night on Earth – 3:28 (Melanie Chisholm, Phil Thornalley, Dave Munday)
6. You Will See – 3:29 (Melanie Chisholm, Carsten Kroeyer, Jacob Binzer, Ajelown Owais, Deborah Odedere)
7. Never Say Never – 3:11 (Melanie Chisholm, Carlie Grant, Peter Woodroffe)
8. Good Girls – 4:07 (Melanie Chisholm, Tore Johansson)
9. Don't Need This – 3:50 (Melanie Chisholm, Greg Hatwell, Marc Lane)
10. Little Piece of Me – 3:00 (Melanie Chisholm, Richard Buckton, Pete Woodroffe)
11. Here and Now – 4:29 (Melanie Chisholm, Mathew William Benbrook, Simmons)
12. Take Your Pleasure – 3:11 (Melanie Chisholm, Paul Boddy, Dele Ladimeji)
13. You'll Get Yours – 4:43 (Melanie Chisholm, Peter-John Vettese)
14. First Day of My Life (Making of the music video) – 4:05

Durata totale: 53:33

## Formazione
- Melanie C - voce
- Greg Haver - batteria, cori, programmazione addizionale, percussioni, chitarra
- Vinnie Lammi - batteria
- Peter-John Vettese - tastiera, sintetizzatore
- Clint Murphy - programmazione addizionale
- Paul Boddy - sintetizzatore, programmazione
- Paul Gendler - chitarra
- Jenni Tarma - basso
- Jimmy Robertson - programmazione addizionale
- Fergus Gerrand - batteria, percussioni

## Successo commerciale
L'album vinse un disco d'oro in Germania, Austria e Svizzera e due dischi di platino in Portogallo, dove rimase in prima posizione per nove settimane consecutive.

## Classifiche
| Paese       | Posizione raggiunta |
| ----------- | ------------------- |
| Portogallo  | 1                   |
| Austria     | 12                  |
| Svizzera    | 14                  |
| Germania    | 15                  |
| Regno Unito | 24                  |
| Polonia     | 28                  |
| Svezia      | 31                  |
| Spagna      | 52                  |
| Belgio      | 90                  |
| Francia     | 98                  |
| Paesi Bassi | 98                  |